# Gutiérrez Velasco Delgado
Gutiérrez Velasco Delgado es una entidad de población española, hoy día despoblada, del municipio de Galinduste, perteneciente a la provincia de Salamanca, en la comunidad autónoma de Castilla y León.

## Historia
Hacia mediados del siglo XIX, existía dentro del término municipal de Galinduste una alquería llamada Gutiérrez Velasco, con 4 habitantes. Aparece descrita en el octavo volumen del Diccionario geográfico-estadístico-histórico de España y sus posesiones de Ultramar de Pascual Madoz con las siguientes palabras:

GUTIERREZ VELASCO: alq. agregada al ayunt. de Galinduste (1/2 leg.), en la prov. y dióc. de Salamanca, part. jud. de Alba de Tormes. Se halla sit. en una altura, con buena ventilacion y clima. Confina por el N. con Andarromero (1/4 de leg.); E. Revilla de Codes (3/4); S. Martin Perez (1/4), y O. con su matriz. El terreno es mediano para granos y bueno para pastos, teniendo un monte de encina, con cuyo fruto se mantienen 60 cebones y 240 camperos.prod.: algunos cereales; hay ganado lanar, vacuno, cerdoso y cabrio, asi como caza de liebres y perdices. pobl.: 1 vec., 4 alm. contr. con su ayunt.
(Madoz, 1847, p. 148)

En 2023, la entidad singular de población de Gutiérrez Velasco Delgado tenía empadronados 0 habitantes. Existe en el mismo municipio la entidad de población de Gutiérrez Velasco Álvarez.